# Guillermo Furlong
Guillermo Furlong Cardiff (Arroyo Seco, province de Santa Fe, 21 juin 1889 — Buenos Aires, 20 juin 1974) était un historien et un ecclésiastique argentin. Auteur d’une œuvre abondante, il s’intéressait, de manière générale, à tout ce qui touchait l’histoire du Río de la Plata à l’ère coloniale, mais étudia plus particulièrement, appartenant lui-même à la Compagnie de Jésus, les missions jésuitiques guaranies dans le nord de l’ancienne vice-royauté. 

## Biographie
D’origine irlandaise, il naquit au sein d’une colonie britannique établie dans la province de Santa Fe, en Argentine, et reçut sa formation scolaire d’abord dans les collèges britanniques de Rosario, puis au collège à Santa Fe, où il connut le jésuite Julián Hurley ; c’est du reste inspiré par son exemple qu’il prit la décision de s’inscrire au noviciat de la Compagnie de Jésus à Córdoba.
En 1905, il se rendit en Espagne pour y suivre des études d’humanités au vieux monastère de Veruela en Aragon. Durant ces années en Espagne, en plus de découvrir les grands auteurs et les grandes œuvres, il put, en 1909, s’initier à la méthodologie historique et à la paléographie au dépôt d’archives de la collégiale de Tortosa, sous la direction du prêtre archiviste O’Callaghan.
Il gagna ensuite les États-Unis pour y achever sa formation scientifique et entamer des études de philosophie, vouant son temps libre à faire des recherches dans les bibliothèques et les archives détenant des ouvrages ou des documents hispano-américains. En 1913, ayant obtenu le titre de docteur en philosophie à l’université de Georgetown à Washington, il revint en Argentine et se fixa à Buenos Aires, où, à partir de 1916, il travailla comme professeur d’histoire et de langue anglaise au collège de jésuites (Colegio del Salvador) de la capitale. Il interrompit son professorat en 1920 pour se transporter une nouvelle fois en Espagne, à Barcelone, pour y suivre une formation de théologie, mais mettant à profit les mois d’été pour travailler dans les archives, notamment dans les Archives générales des Indes. Ordonné prêtre en 1924, il retourna l’année d’après à Buenos Aires, où il fut nommé professeur de littérature, d’apologétique, d’histoire argentine, d’instruction civique et d’anglais au même Colegio del Salvador.
À partir de juin 1939, il fut membre titulaire de l’Académie nationale d’histoire, et eut une part active dans la création en 1942 de la Junta de Historia Eclesiástica Argentina, dont il fut le premier vice-président et dont il dirigea la revue Archivum entre 1959 et 1974. Il se joignit au groupe de spécialistes qui en 1956 fonda l’Academia Nacional de Geografía, qu’il lui fut donné de présider à trois reprises.
Auteur de deux milliers de publications, il apparaît aussi comme l’un des écrivains argentins les plus prolifiques ; il avait coutume de travailler à plusieurs ouvrages à la fois, et pour lui, se reposer consistait uniquement à varier les sujets de recherche. Il occupait un modeste appartement à Buenos Aires, entouré de ses seules richesses : ses collections de livres, dont quelques pièces de haute valeur. Il mourut à l’âge de 85 ans, alors qu’il venait de rentrer chez lui, par le métro, après une conférence qu’il avait prononcée à Villa Devoto, dans la proche banlieue de Buenos Aires.

## Œuvre
Ses domaines de prédilection étaient les sujets historiques, bibliographiques et de géographie historique. S'il consacra la plus grande partie de ses travaux à une période historique déterminée, la période coloniale dans le Río de la Plata, les thèmes abordés par lui couvraient un éventail fort large. Furlong s’intéressait également à la littérature argentine, espagnole et anglaise, et donna des traductions de Jules César, Cicéron et Ésope.
En 1952 parut son ouvrage Nacimiento y desarrollo de la filosofía en el Río de la Plata 1536-1810, pour lequel il se vit décerner le Prix national d’histoire en 1957.
Au cours des années suivantes, il édita le premier tome de son Historia y bibliografía de las primeras imprentas rioplatenses 1700-1850 (qui totalisera 3 volumes, un d’eux comprenant un chapitre sur l’imprimerie dans les réductions du Paraguay entre 1700 et 1727), et assura, en collaboration avec le Dr Raúl A. Molina, la publication de la revue (argentine) Historia. Il fit également paraître alors, conjointement avec le Dr Vicente D. Sierra, les premiers tomes de son Historia de la Argentina.
Mais il fut avant tout un grand historien des missions jésuitiques qui œuvraient autrefois dans le nord de l’ancienne Vice-royauté du Río de la Plata. Grâce aux démarches de monseigneur Jorge Kemerer, évêque de Posadas, le gouvernement provincial de Misiones accepta de parrainer la publication en 1962 de son ouvrage Misiones y sus pueblos de guaraníes, de 789 pages, avec illustrations, lequel ouvrage constitue la source la plus importante d’informations sur les réductions guaranies et apporte, par ses longues citations de documents, ses reproductions de textes de nature diverse, et ses illustrations, une vaste vue d’ensemble de toute la vie dans lesdites réductions, depuis la géographie jusqu’à l’organisation sociale ; une deuxième édition en vit le jour en 1978.
Dès 1952, il avait entrepris de publier une série de monographies, au nombre de 24 au total, consacrées à des écrivains rioplatenses de la période coloniale (Escritores Coloniales Rioplatenses), écrivains pour la plupart en relation directe avec les réductions de guaranís ; chacune de ces monographies comportait la transcription, commentée et analysée, et pourvue d’une ample bibliographie, des écrits laissés par des jésuites à l’époque coloniale.
En 1969 fut publié, en trois volumes illustrés, son livre Historia social y cultural del Río de la Plata 1536-1810.
Méritent également mention les titres suivants :
-	Los jesuitas y la cultura rioplatense. 1933, 1946 et 1984.

-	Bibliotecas argentinas durante la dominación hispánica. Buenos Aires, Huarpes, 1944. Y sont recensés 120 ouvrages de la Biblioteca del pueblo de San Javier, 526 conservés à Santo Angel, 4222 à Candelaria, y compris plusieurs livres manuscrits en langue guaraní.